# Protosyzygiella pseudoconnexa
Protosyzygiella pseudoconnexa là một loài rêu tản trong họ Jungermanniaceae. Loài này được (Herzog) R.M. Schust. miêu tả khoa học lần đầu tiên năm 1980.